# Manuel de Ena i Sas
Manuel de Enna (abreujat Ena) i Sas (Loarre, 1801 - Cafetal de Reunión, Cuba, 1851) fou un militar i heroi espanyol.
Era fill del mestre de guardiamarina i professor de matemàtiques Manuel de Ena i Gallec (Ayerbe, Osca, 1769), tinent de navili en 1804 passat a l'exèrcit de terra que va lluitar en la Guerra del Francès, i que havia esta en els dos setges de Saragossa i després va ser governador militar i polític d'Alcanyís en 1834, soci de la Societat Aragonesa d'Amics del País, acadèmic de la de San Luis de Saragossa, cavaller de Calatrava i gran creu de Sant Hermenegild. El seu fill va iniciar estudis de Lleis, encara que li interessaven més les matemàtiques. Va pertànyer durant el Trienni Constitucional a la Milícia Nacional Voluntària de Saragossa amb el grau de sergent segon i va demanar l'ingrés com a cavaller cadet en l'exèrcit. Va ser destinat al Batalló número 10 de l'Exèrcit Reial de Catalunya. Amb el general Baldomero Espartero va ser subtinent i perseguir a les seves ordres als carlins amb el Regiment de Sòria. En 1834 és nomenat Guàrdia Reial al Palau de Madrid. Va tenir successius ascensos: Brigadier, Mariscal de Camp i Tinent General a causa dels seus brillants intervencions al costat del General Espartero en els diferents escenaris de les guerres carlines. Va ser nomenat Segon Cap de l'illa de Cuba, on va anar amb la seva esposa Narcisa Pastors. Allà va lluitar contra uns 550 pirates que pretenien la independència de l'illa acabdillats per Narciso López, que va ser Mariscal de Camp de l'Exèrcit espanyol. L'agost de 1851 les incursions es van incrementar i es van produir molts ferits per ambdós bàndols en les diverses escaramusses. En una Ena va sortir a l'atac dels pirates al capdavant de cinc companyies i va ser greument ferit de bala al ventre. Va ser traslladat a Candelaria i va morir en el camí a l'Havana, al cafetar de la Reunió. Va ser enterrat com un heroi el 15 de juliol de 1852 a el Temple Metropolità del Pilar de Saragossa a la capella de Santa Anna en un monument sepulcral de marbre obra de l'arquitecte madrileny Zabaleta i dels escultors Ponciano Ponzano i Oroz.